# شادية
شادية (8 فبراير 1931  - 28 نوفمبر 2017)، ممثلة ومطربة مصرية، تعتبر من أهم الفنانات في تاريخ السينما المصرية، ولقّبها النقاد والجمهور بدلوعة السينما. اُختيرت ستة من أفلامها في قائمة أفضل مئة فيلم في تاريخ السينما المصرية.

## عن حياتها

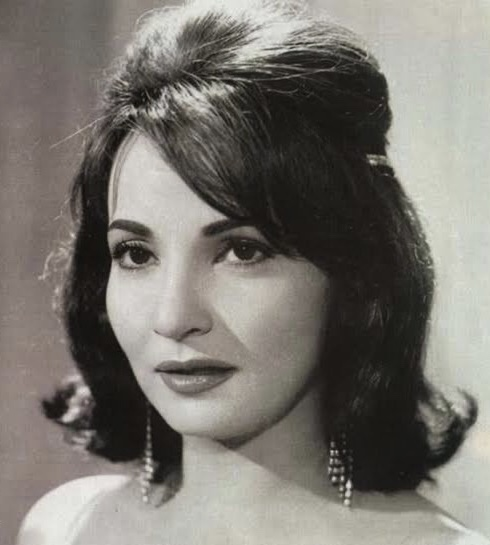
شادية عام 1960

اختار لها والدها المهندس الزراعي أحمد كمال شاكر اسم «فاطمة». عرفت في السينما باسم شادية، وقد اختلفت الآراء في سبب تسميتها فهنالك رأي يقول إن المنتج والمخرج حلمي رفلة هو من اختار لها اسم شادية ليكون لها اسما فنيا وذلك بعدما قدمت معه فيلم العقل في أجازة، وهنالك من يقول أن الممثل يوسف وهبي هو من أطلق عليها اسمها عندما رآها وكان يصور في ذلك الوقت فيلمه شادية الوادي، وهنالك قول يرجح أن الفنان عبد الوارث عسر هو من أسماها شادية لأنه عندما سمع صوتها لأول مرة قال: «إنها شادية الكلمات». إلا أن شادية قد ذكرت في لقاء مع الإذاعة المصرية سنة 1963 أنها هي من اختارت اسم شادية لنفسها وذلك في فترة التحضير لتصوير فيلم «العقل في إجازة» رغم أن اسم شهرتها في العقد كان «هدى» الذي لم تكن تستسيغه حينها، وأن المخرج حلمي رفلة قد وافقها على اختيار اسم شادية بشدة.
قدمت خلال فترة ما يقارب أربعين عاماً حوالي 112 فيلماً و10 مسلسلات إذاعية ومسرحية واحدة، وتعد من أبرز نجمات السينما المصرية وأكثرهن تمثيلاً في الأفلام العربية، فضلاً عن قاعدة عريضة بين الجمهور العربي، وهي في نظر الكثير من النقاد أهم فنانة شاملة ظهرت في تاريخ الدراما العربية.

### النشأة
ولدت في منطقة الحلمية الجديدة في حي عابدين، كان والدها المهندس أحمد كمال أحد المهمين من مهندسي الزراعة والري ومشرفًا على الأراضي الخاصة الملكية حيث كان عمله آنذاك أي في بدايات القرن العشرين يستدعي وجوده في قلب العاصمة المصرية القاهرة وعلى بعد خطوات من قصر عابدين. لها أخت غير شقيقة من أمها تدعى عفاف عملت ممثلة لكنها لم تستمر طويلاً.

### حياتها الأسرية
تزوجت ثلاث مرات ولم تنجب أبناء، الزيجة الأولى من الفنان عماد حمدي لمدة ثلاث سنوات، والثانية من المهندس «عزيز فتحي»، كما تزوجت من الفنان صلاح ذو الفقار إلا أنها انفصلت عنه في عام 1969.

## حياتها الفنية
بدأت مسيرتها الفنية بعام 1947 حتى عام 1984، قدمت خلالها عددًا كبيرًا من الأفلام والمسلسلات والمسرحيات والأعمال الإذاعية.

### بدايتها
بدايتها جاءت على يد المخرج أحمد بدرخان الذي كان يبحث عن وجوه جديدة فتقدمت هي التي أدت وغنت ونالت إعجاب كل من كان في إستوديو مصر، إلا هذا المشروع توقف ولم يكتمل، ولكن في هذا الوقت قامت بدور صغير في فيلم أزهار وأشواك وبعد ذلك رشحها أحمد بدرخان لحلمي رفلة لتقوم بدور البطولة أمام محمد فوزي في أول فيلم من إنتاجه، وأول فيلم من بطولتها، وأول فيلم من إخراج حلمي رفلة العقل في إجازة، وقد حقق الفيلم نجاحًا كبيراً مما جعل محمد فوزي يستعين بها بعد ذلك في عدة أفلام الروح والجسد، الزوجة السابعة، صاحبة الملاليم، بنات حواء.
حققت نجاحات وإيرادات عالية للمنتج أنور وجدي في أفلام ليلة العيد بعام 1949 وليلة الحنة بعام 1951 وتوالت نجاحاتها في أدوارها الخفيفة وثنائيتها مع كمال الشناوي التي حققت نجاحات وإيرادات كبيرة للمنتجين وعلى حد تعبير كمال الشناوي نفسه «إيرادات بنت عمارات وجابت أراضي» ونذكر منها حمامة السلام بعام 1947 وعدل السماء والروح والجسد وساعة لقلبك بعام 1948 وظلموني الناس بعام 1950 وظلت نجمة الشباك الأولى لمدة تزيد عن ربع قرن كما يؤكد الكاتب سعد الدين توفيق في كتابه تاريخ السينما العربية، وتوالت نجاحاتها في الخمسينيات من القرن العشرين وثنائياتها مع عماد حمدي وكمال الشناوي بأفلام أشكي لمين بعام 1951 أقوى من الحب بعام 1954 إرحم حبي بعام 1959. وشاركت صلاح ذو الفقار فيلم عيون سهرانة بعام 1956.

### الصعود

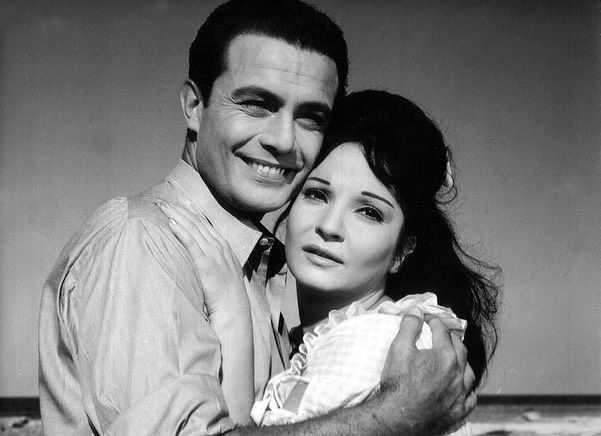
شادية وصلاح ذو الفقار في مشهد من فيلم أغلى من حياتي (1965)

جاء صعود شادية الفارق عندما شاركت في التمثيل بفيلم المرأة المجهولة لمحمود ذو الفقار بعام 1959 وكانت تبلغ 28 عاماً. وكانت النقلة الأخرى في حياتها من خلال أفلامها مع صلاح ذو الفقار والذي أخرج طاقاتها الكوميدية في فيلم مراتي مدير عام عام 1966 وكرامة زوجتي عام 1967 وفي فيلم عفريت مراتي عام 1968 وقدما أيضًا فيلم أغلى من حياتي في عام 1965، وهو أحد أعمال الفنان محمود ذو الفقار الرومانسية وقدما من خلاله شخصيتي أحمد ومنى كأشهر عاشقين في السينما المصرية، وكان آخر أعمالها السينمائية مع صلاح ذو الفقار هو فيلم لمسة حنان عام 1971. ولكنها سبقت هذه الأفلام بفيلم يعد من أفضل أفلامها الدرامية وكان بداية انطلاقها بعالم الدراما وهي لم تزل بعمر صغير بفيلم أنا الحب عام 1954، وتوالت أعمالها التي شهد معظمها استقبالاً جماهيرياً جيداً وللسينما المصرية أيضًا من خلال روايات الكاتب نجيب محفوظ في فيلم اللص والكلاب وزقاق المدق والطريق، وفي عام 1969 قدمت ميرامار كما قدمت فيلم شيء من الخوف من إنتاج صلاح ذو الفقار، ثم فيلم نحن لا نزرع الشوك عام 1970 وتوالت أعمالها في السبعينات والثمانينات من القرن العشرين إلى أن ختمت مسيرتها الفنية في فيلم لا تسألني من أنا مع الفنانة مديحة يسري عام 1984.
يذكر أن الأديب نجيب محفوظ قال عنها قبل أن تصبح بطلة مجموعة من افلامه: «شادية هي فتاة الأحلام لأي شاب وهي نموذج للنجمة الدلوعة وخفيفة الظل وليست قريبة من بطلات أو شخصيات رواياتي» خاصة أنه تعامل معها عند كتابته لسيناريو فيلم الهاربة، ولكن كانت المفاجأة لهُ عندما قدمت دور (نور) في فيلم اللص والكلاب للمخرج كمال الشيخ والذي جسدت فيه دور فتاة الليل التي تساعد اللص الهارب سعيد مهران، وبعدها تغيرت فكرة الأديب نجيب محفوظ وتأكد بأنها ممثلة بارعة تستطيع أن تؤدي أي دور وأي شخصية وليست فقط «الفتاة الدلوعة».

### المسرح
وقفت لأول مرة على خشبة المسرح لتقدم مسرحية ريا وسكينة مع سهير البابلي وعبد المنعم مدبولي وحسين كمال وبهجت قمر لمدة 3 سنوات في مصر والدول العربية. هذه المسرحية هي التجربة الأولى والأخيرة في تاريخ المشوار الفني في حياتها على خشبة المسرح وليس ذلك هو السبب الوحيد لأهمية المسرحية في مشوار حياتها الفنية بل لأنها أدت هذه المسرحية بلون كوميدي والسبب الآخر انه أمام عمالقة المسرح ولم تقل عنهم تألقا وامتاعا وكانت معهم على قدم وساق كأنها نجمة مسرحية خاضت هذه التجربة مرات ومرات رغم أنه من المعروف عنها أنها من النوع الخجول في مواجهة الجمهور والأمر هنا يختلف عن مواجهتها لجمهور المستمعين في الغناء ولكنها كانت مبدعة ورائعة، ولم نشعر بفارق بينها وبين عمالقة المسرح الفنان عبد المنعم مدبولي والفنانة سهير البابلي والذين اقروا بأنهم لم يروا جمهوراً مثل جمهور مسرحية ريا وسكينة لأنه كان جمهورها الذي أتى من أجل عيونها.

### الاعتزال
اعتزلت شادية عندما أكملت عامها الخمسين، وعقبت حول سبب اعتزالها التمثيل والغناء بالتالي: «قرار الاعتزال للغالبية العظمى من الفنانات جاء انطلاقا من الإيمان بالله سبحانه وتعالى والامتثال لأمره، وبالنسبة لي فإن سبب اعتزالي له مواقف عديدة مرت بي وصعوبات كثيرة جعلتني أبتعد عن هذا الطريق فقد قال الحق «إن الله يهدي من يشاء» وقد عرفت الطريق الصحيح وهداني الله تعالى إليه ومكني من التمسك به لأتعرف على ديني وأعيش في رحاب الله... كما لا توجد قصة تحكى فكل الحكاية أن الله أراد لي الهداية ولا مردود لحكم الله وقد هداني الله إلى الطريق الصواب فلبيت النداء وغيرت مجرى حياتي لأعرف معنى السعادة الحقيقية في رعاية الأطفال الأيتام.» حيث كرست حياتها بعد الاعتزال لرعاية الأطفال الأيتام خاصة لا سيّما وأنّها لم تُرزق بأطفال وكانت تتوقُ أن تكون أمًّا
ولما سئلت عن مشاريعها بعد الاعتزال وهل ستسثمر فيما اكتسبته من أموال في الفن قالت: «حتى لا أضع نفسي في هذه الريبة فقد تبرعت بكل ما ادخرته من عملي طوال السنوات الماضية كفنانة لصالح الجمعيات الخيرية واعتبرت هذه هي الخطوة الأولى من رحلتي في رحاب الله ولم أتردد لحظة في ذلك»

## وفاتها
توفيت في يوم الثلاثاء 28 نوفمبر عام 2017 الموافق 10 ربيع الأول 1439 هـ، عن عمر ناهز 86 عاماً بعد صراع مع المرض في مستشفى الجلاء العسكري. أقيمت صلاة الجنازة على جثمانها في مسجد السيدة نفيسة بالقاهرة، يوم الأربعاء 29 نوفمبر، وحضر جنازتها عدد من نجوم الفن والسينما، بينهم دلال عبد العزيز، رجاء الجداوي، سمير صبري، شيرين، فاروق الفيشاوي بالإضافة إلى جمهورها وأقاربها ومحبيها، والذين رفعوا صورا ولافتات حملت عبارات في رثائها. وأقامت منظمة الأمم المتحدة للفنون احتفالية كبيرة لإحياء ذكرى مضي أربعين يومًا على وفاتها، مساء الثلاثاء 9 يناير 2018، شارك فيها عدد كبير من النجوم. كما قام معرض القاهرة الدولي للكتاب بتغيير اسم مخيم الفنون ليحمل اسم الفنانة الراحلة شادية 

## أعمالها

### من الأفلام

شادية عام 1962 في فيلم الزوجة 13

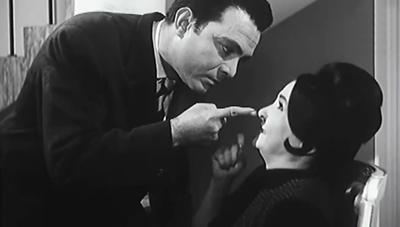
شادية على اليمين مع الفنان صلاح ذو الفقار في فيلم مراتي مدير عام

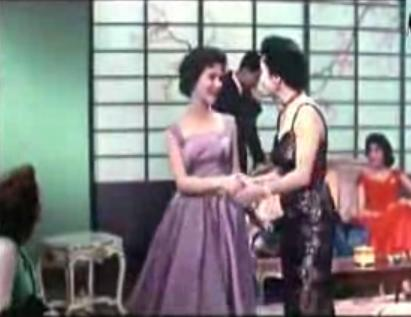
شادية على اليمين مع الفنانة زبيدة ثروت

#### الأربعينات
- 1947: أزهار وأشواك
- 1947: العقل في إجازة
- 1947: حمامة السلام
- 1948: عدل السماء
- 1948: الروح والجسد
- 1949: نادية
- 1949: كلام الناس
- 1949: صاحبة الملاليم
- 1949: ليلة العيد

#### الخمسينات
- 1950: البطل
- 1950: ساعة لقلبك
- 1950: الزوجة السابعة
- 1950: حماتك تحبك
- 1950: معلش يا زهر
- 1950: ظلموني الناس
- 1950: أيام شبابي
- 1951: السبع أفندي
- 1951: مشغول بغيري
- 1951: ليلة الحنة
- 1951: سماعة التليفون
- 1951: في الهوا سوا
- 1951: عاصفة في الربيع
- 1951: القافلة تسير
- 1951: حماتي قنبلة ذرية
- 1951: أولادي
- 1951: أشكي لمين
- 1951: الدنيا حلوه
- 1951: الصبر جميل
- 1951: قطر الندى
- 1952: آمال
- 1952: الأم القاتلة
- 1952: غضب الوالدين
- 1952: الهوا مالوش دوا
- 1952: بشرة خير
- 1952: قليل البخت
- 1952: قدم الخير
- 1952: بنت الشاطيء
- 1952: بيت النتاش
- 1952: حياتي أنت
- 1952: ظلمت روحي
- 1952: غلطة أب
- 1952: يسقط الاستعمار
- 1953: حظك هذا الاسبوع
- 1953: أنا وحبيبي
- 1953: اشهدوا يا ناس
- 1953: بين قلبين
- 1953: كلمة الحق
- 1953: لسانك حصانك
- 1953: بائعة الخبز
- 1953: اللص الشريف
- 1953: ماليش حد
- 1953: موعد مع الحياة
- 1953: أقوى من الحب
- 1954: مغامرات إسماعيل ياسين
- 1954: بنت الجيران
- 1954: أنا الحب
- 1954: بنات حواء
- 1954: شرف البنت
- 1954: الظلم حرام
- 1954: إوعى تفكر
- 1954: إلحقوني بالمأذون
- 1954: الستات مايعرفوش يكدبوا
- 1954: ليلة من عمري
- 1955: لحن الوفاء
- 1955: شاطئ الذكريات
- 1956: شباب امرأة
- 1956: وداع في الفجر
- 1956: ربيع الحب
- 1956: عيون سهرانة
- 1956: دليلة
- 1956: ودعت حبك
- 1957: لواحظ
- 1957: أنت حبيبي
- 1958: حب من نار
- 1958: غلطة حبيبي
- 1958: قلوب العذارى
- 1958: الهاربة
- 1959: عش الغرام
- 1959: المرأة المجهولة
- 1959: ارحم حبي

#### الستينات
- 1960: معا إلى الأبد (فيلم)
- 1960: لوعة الحب
- 1961: لا تذكريني
- 1961: التلميذة
- 1962: انسى الدنيا
- 1962: امرأة في دوامة
- 1962: المعجزة
- 1962: اللص والكلاب
- 1962: الزوجة 13
- 1963: منتهى الفرح
- 1963: على ضفاف النيل
- 1963: زقاق المدق
- 1963: القاهرة في الليل
- 1964: ألف ليلة وليلة
- 1964: الطريق
- 1965: أغلى من حياتي
- 1966: مراتي مدير عام
- 1967: معبودة الجماهير
- 1967: كرامة زوجتي
- 1968: عفريت مراتي
- 1969: نص ساعة جواز
- 1969: ميرامار
- 1969: شيء من الخوف
- 1969: خياط السيدات

#### السبعينات
- 1970: نحن لا نزرع الشوك
- 1971: لمسة حنان
- 1972: أضواء المدينة
- 1972: رغبات ممنوعة
- 1973: ذات الوجهين
- 1974: الهارب
- 1974: امرأة عاشقة
- 1976: أمواج بلا شاطيء
- 1976: وادي الذكريات
- 1979: الشك يا حبيبي
- 1984: لا تسألني من أنا

### من المسرحيات
- 1983: ريا وسكينة.

### المسلسلات الإذاعية
- نحن لا نزرع الشوك
- الشك يا حبيبي
- وسقطت في بحر العسل
- 1966: جفت الدموع
- 1972: صابرين
- 1974: سنة أولى حب
- 1982: كل هذا الحب

### أشهر الأغنيات
1. مصر اليوم في عيد.
2. ادخلوها آمنين.
3. يا حبيبتي يا مصر.
4. اقوي من الزمان
5. اسمراني اللون
6. شباكنا ستايرة حرير
7. مكسوفه
8. أن راح منك يا عين
9. وحياة عنيك

## وصلات خارجية
- شادية على موقع أرشيف الشارخ.
- شادية على موقع IMDb (الإنجليزية)
- شادية على موقع الدهليز
- شادية على موقع قاعدة بيانات الأفلام العربية
- شادية على موقع ميوزك برينز (الإنجليزية)
- شادية على موقع ديسكوغز (الإنجليزية)
- شادية على موقع قاعدة بيانات الفيلم (الإنجليزية)
- شادية على موقع كينوبويسك (الروسية)